# Шишлов, Александр Владимирович
Алекса́ндр Влади́мирович Шишло́в (род. 28 июля 1955 года, Ленинград, СССР) — российский политик и государственный деятель, руководитель фракции «Яблоко» в Законодательном собрании Санкт-Петербурга VII созыва. Координатор Федерального политического комитета партии «Яблоко».

## Биография

### Образование
- В 1977 году — окончил математико-механический факультет Ленинградского государственного университета им. А. А. Жданова.
- С 1984 года — кандидат физико-математических наук.
- С 1989 года — член Санкт-Петербургского Союза учёных.
- В 1994 году — окончил юридический факультет Санкт-Петербургского государственного университета.
- Свободно владеет английским языком.

### Карьера
В 1977—1990 годах — инженер, научный сотрудник, заведующий лабораторией в научно-исследовательских институтах в области управления сложными системами.
С 1990 года депутат Ленинградского городского Совета народных депутатов, с 1991 года — член президиума Совета, а с 1992 года — член малого Совета. Работал в составах комиссий по самоуправлению и по законодательству.
В 1994—1995 годах — директор программ Санкт-Петербургского гуманитарно-политологического центра «Стратегия».
В декабре 1995 года избран депутатом Государственной Думы Федерального Собрания Российской Федерации II созыва по списку общественного объединения «Яблоко» (Санкт-Петербургский региональный список). Работал заместителем председателя Комитета по делам Федерации и региональной политике. Являлся членом комиссии Межпарламентской ассамблеи государств — участников СНГ по обобщению опыта государственного строительства и местного самоуправления.
В декабре 1999 года избран депутатом Государственной Думы Федерального Собрания Российской Федерации III созыва по списку общественного объединения «Яблоко» (Санкт-Петербургский региональный список). Работал заместителем председателя Комитета по образованию и науке, а с апреля 2002 года — председатель Комитета по образованию и науке. В 2002—2003 годах — член Коллегии Министерства образования Российской Федерации, Правительственной комиссии по образованию, Правительственной комиссии по научно-инновационной политике.
В 1996—2003 годах — член делегации Федерального Собрания Российской Федерации в Парламентской Ассамблее Совета Европы, член Комиссии ПАСЕ по юридическим вопросам и правам человека, заместитель председателя Группы либералов, демократов и реформаторов в ПАСЕ.
В 2004—2005 годах — директор образовательных программ Санкт-Петербургского гуманитарно-политологического центра «Стратегия».
С августа 2005 года по апрель 2012 года — советник Постоянного представительства Российской Федерации при международных организациях в Вене (курировал вопросы взаимодействия с международными организациями в сфере науки, инноваций и образования).
4 апреля 2012 года избран Законодательным Собранием Санкт-Петербурга Уполномоченным по правам человека в Санкт-Петербурге, 5 апреля 2017 г. переизбран на второй пятилетний срок.

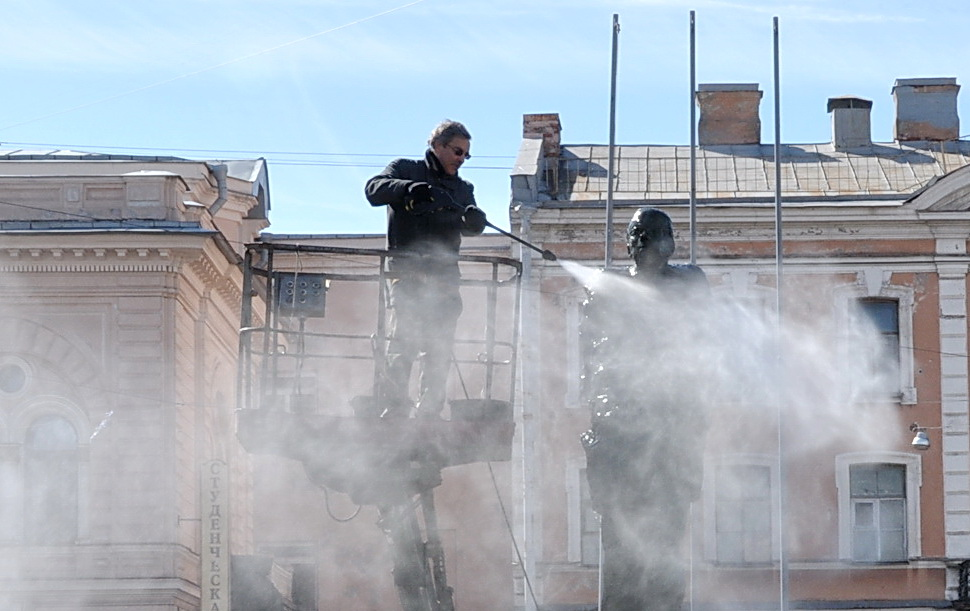
Александр Шишлов чистит памятник А. Д. Сахарову на Васильевском острове в Санкт-Петербурге (День благоустройства, 25 апреля 2015)

С 2012 года по 2019 год — председатель Координационного совета Уполномоченных по правам человека в Северо-Западном федеральном округе.
С 2014 года по 2019 год — сопредседатель Координационного совета российских уполномоченных по правам человека.
С 2015 года по 2021 год — вице-президент Европейского института омбудсмена, переизбирался на эту должность дважды.
На выборах 19 сентября 2021 г. избран депутатом Законодательного Собрания Санкт-Петербурга седьмого созыва, в связи с чем покинул пост Уполномоченного по правам человека в Санкт-Петербурге. Его заявление о досрочном сложении полномочий омбудсмена было удовлетворено Законодательным Собранием 6 октября 2021 г.
С 6 октября 2021 г. — Руководитель фракции «Яблоко» в Законодательном собрании Санкт-Петербурга.
Действительный государственный советник Санкт-Петербурга 1-го класса.

### Партийная деятельность
В КПСС не состоял.
С 1993 года — член объединения «Яблоко».
Член Бюро партии «Яблоко» с 1999 по 2015 г.
25 апреля 2015 г. объявил о приостановке членства в партии в связи со вступлением в силу Федерального закона от 6 апреля 2015 г. N 76-ФЗ «О внесении изменений в отдельные законодательные акты Российской Федерации в целях совершенствования деятельности уполномоченных по правам человека». 6 октября 2021 года, завершив работу в качестве петербургского омбудсмена, заявил, что возвращается в партию «Яблоко».
16 апреля 2022 года Александр Шишлов был дополнительно избран членом Федерального политического комитета партии «Яблоко». За его кандидатуру проголосовали 88 из 93 делегатов четвертого этапа XXI съезда партии.